# Johann Viktor Kirsch
Johann Viktor Kirsch (ur. 15 lutego 1891 w Marpingen, zm. 28 maja 1946 w Landsberg am Lech) – zbrodniarz nazistowski, członek załogi niemieckiego obozu koncentracyjnego Dachau i SS-Hauptscharführer.

## Życiorys
Brał udział w I wojnie światowej. W 1942 został wcielony do Wehrmachtu, z którego w lecie 1944 przeniesiono go do Waffen-SS. Po trzy tygodniowym przeszkoleniu w Auschwitz-Birkenau, 6 sierpnia 1944 został skierowany do kompleksu obozowego Dachau. 16 sierpnia 1944 Kirsch został komendantem podobozu Kaufering I. W początkach stycznia 1945 przeniesiono go na stanowisko kierownika komanda więźniarskiego w Mittergars. Było to komando należące do Mühldorf, podobozu KL Dachau. W połowie kwietnia 1945 powrócił do obozu głównego i uczestniczył następnie w jego ewakuacji. Kirsch znany był ze swego sadystycznego sposobu traktowania więźniów. Wielokrotnie tak dotkliwie ich bił (m.in. kijem czy metalowym prętem), że po kilku tygodniach umierali. Nie oszczędzał nawet dzieci.  
W procesie załogi Dachau (US vs. Martin Gottfried Weiss i inni), który toczył się przed amerykańskim Trybunałem Wojskowym w Dachau Kirsch został skazany na śmierć. Wyrok wykonano przez powieszenie 28 maja 1946 w więzieniu Landsberg.